# Viburnum dispar
Viburnum dispar är en desmeknoppsväxtart som beskrevs av Julius Sterling Morton. Viburnum dispar ingår i släktet olvonsläktet, och familjen desmeknoppsväxter. Inga underarter finns listade i Catalogue of Life.